# Довга (округ Трнава)
Довга (словац. Dlhá) — село, громада округу Трнава, Трнавський край. Кадастрова площа громади — 11.81 км².
Населення 451 особа (станом на 31 грудня 2020 року).

## Історія
Довга згадується 1296 року.

## Населення
| Рік:            | 1994. | 2004.   | 2014.    | 2024.   |
| --------------- | ----- | ------- | -------- | ------- |
| Кількість осіб: | 397   | 368     | 444      | 420     |
| Різниця:        |       | -7,30 % | +20,65 % | -5,40 % |

| Рік:            | 2023. | 2024.   |
| --------------- | ----- | ------- |
| Кількість осіб: | 428   | 420     |
| Різниця:        |       | -1,86 % |